# Вячеслав Шчепкин
Вячеслав Николаевич Шчепкин (Щепкин) е руски езиковед славист, член-кореспондент на Петербургската академия на науките.

## Биография
Роден е на 25 май (6 юни) 1863 г. През 1885 г. завършва Московския университет. От 1907 г. е избран за професор, а от 1913 г. е член-кореспондент на Петербургската академия на науките.
Умира в Москва на 2 декември 1920 г.

## Научна дейност
Научните му интереси са в областта на славянското езикознание, палеографията, литературата, църковното изкуство. Извършва изследвания върху българските писмени паметници Савина книга и Голонски псалтир. През 1903 г. издава „Разсъждения върху езика на Савината книга“, а през 1906 г. – „Болонският псалтир“. Автор е на първото ръководство по български език за руснаци.